# 영원한 친구 래시
영원한 친구 래시(Lassie)는 미국에서 제작된 다니엘 페트리 감독의 1994년 가족, 모험 영화이다. 톰 가이리 등이 주연으로 출연하였고 론 마이클스 등이 제작에 참여하였다.

## 출연

### 주연
- 톰 가이리
- 브리터니 보이드
- 헬렌 슬레이터

### 조연
- 존 테니
- 어니스트 풀 주니어
- 제프리 H. 그레이
- 리차드 판스워스
- 조 인스코

## 제작진
- 미술: 폴 피터스
- 의상: 잉그리드 프라이스